# Brill (Dunum)
Brill ist seit der Gemeinde- und Gebietsreform vom 1. Juli 1972 ein Ortsteil der Gemeinde Dunum in der ostfriesischen Samtgemeinde Esens.
Brill liegt etwa neun Kilometer westnordwestlich von Wittmund auf 4,2 m ü. NHN. Der Ortsteil umfasst neben Brill auch die Wohnplätze Krumforde, Neu Brill und Süd-Dunum. Insgesamt bedeckt die Streusiedlung eine Fläche von 11,99 Quadratkilometer.
Die Ortslage von Brill wurde schon in der Jungsteinzeit und in der Bronzezeit besiedelt. Eine neue Besiedlung setzte in den Jahrzehnten um Christi Geburt durch germanische Chauken ein. Sie bewirtschafteten nebeneinander einige wenige Gehöfte. Eines von ihnen zeichnet sich durch den ungewöhnlichen Grundriss aus, der im Zusammenhang mit frühen angelsächsischen Befunden in England steht. Eine aufwändige Emailfibel datiert das Gebäude in das 2./3. Jahrhundert. Das römische Farbpigment Ägyptisch Blau ist bei den Germanen sonst nur aus wenigen reichen Fürstengräbern und Opferfunden bekannt. In Brill zeigt es, dass die militärische Führungsschicht keinen großen wirtschaftlichen Hintergrund haben musste. Anfang des 5. Jahrhunderts wurde die Siedlung aufgegeben.
Der Ortsname Brill wird erstmals 1637 urkundlich genannt. Er wird als Ableitung des gallisch-mittellateinischen Wort bro(g)ilus gedeutet, das für eine grundherrliche Wiese oder einen eingehegter Wildpark steht, später aber auch als feuchte Wiese interpretiert wurde.
In Brill liegt der Radbodsberg, ein Grabhügel, in dem der volkstümlichen Überlieferung nach der Friesenkönig Radbod begraben sein soll. Die im Ort entdeckte Frau von Brill aus der Bronzezeit gilt als einer der bedeutendsten Funde dieser Periode in Ostfriesland.